# Mycodrosophila missima
Mycodrosophila missima är en tvåvingeart som beskrevs av Toyohi Okada 1986. Mycodrosophila missima ingår i släktet Mycodrosophila och familjen daggflugor. Inga underarter finns listade i Catalogue of Life.